# ممثلية التشيك في رام الله
مكتب ممثلية جمهورية التشيك في رام الله هي الممثلية الدبلوماسية العُليا التشيكية لدى دولة فلسطين. تقع الممثلية التي تأسست عام 2008 في مدينة رام الله، ولها قنصلية فخرية تأسست عام 2014 في مدينة بيت لحم.

## قائمة الممثلون
| الترتيب | رئيس البعثة الدبلوماسية | تاريخ الاعتماد الدبلوماسي | تاريخ الانتهاء | رئيس جمهورية التشيك | رئيس دولة فلسطين | ملاحظات |
| ------- | ----------------------- | ------------------------- | -------------- | ------------------- | ---------------- | ------- |
|         | أليسكا زيكوفا           | 23 أغسطس 2005             | 18 فبراير 2008 |                     | محمود عباس       |         |
|         | ايفو شيلهافي            | 21 يوليو 2008             |                |                     | محمود عباس       |         |
|         | راديك روبس              |                           | ديسمبر 2016    |                     | محمود عباس       |         |
|         | بيتر ستاري              | فبراير 2017               | يناير 2022     |                     | محمود عباس       |         |

## وصلات خارجية
- الموقع الرسمي

لا توجد روابط لمواقع التواصل الاجتماعي.